# Hronské Kosihy
Hronské Kosihy (hongrois : Garamkeszi) est un village de Slovaquie situé dans la région de Nitra.

## Histoire
La première mention écrite du village date de 1294.

## Démographie

### Évolution de la population
| Année:               | 1994. | 2004.   | 2014.   | 2024.    |
| -------------------- | ----- | ------- | ------- | -------- |
| Nombre de personnes: | 660   | 670     | 679     | 790      |
| Différence:          |       | +1,51 % | +1,34 % | +16,34 % |

| Année:               | 2023. | 2024.   |
| -------------------- | ----- | ------- |
| Nombre de personnes: | 792   | 790     |
| Différence:          |       | -0,25 % |